# Фуми (мост)
Мост Фуми (вьет. Cầu Phú Mỹ) — вантовый автомобильно-пешеходный мост через реку Сайгон, расположенный в городе Хошимин (Вьетнам).

## История
Строительство моста велось в марте 2007 — сентябре 2009 годов консорциумом, состоящим из Baulderstone, Bilfinger Berger, Freyssinet (вантовые опоры и натяжение) и вьетнамской компании CC620 (бетон, опалубка и т. д.). Проектированием занимались французские консультанты Arcadis (проектирование главного моста) и Cardno (проектирование подходов). Руководителем проекта выступила компания AECOM.
Церемония открытия моста состоялась 2 сентября 2009 года. На ней присутствовали премьер-министр Вьетнама Нгуен Тан Зунг и другие вьетнамские, а также австралийские правительственные чиновники.

## Параметры
Длина моста Фуми через реку составляет 705 метров. Длина основного пролёта составляет 380 метров, а длина подходных виадуков по обеим сторонам реки составляет 758 и 638 метров соответственно. Модифицированные Н-образные главные башни высотой 145 метров поддерживают настил главного пролёта шириной 27 метров. Высота свода над водой составляет 45 м, что даёт возможность проходить под мостом крупным океанским судам. 
Мост обладает шестью полосам движения; две полосы движения транспортных средств в каждом направлении и отдельная полоса для мотоциклов и пешеходных дорожек. Мост соединяет 2-й район Хошимина на северной стороне реки с 7-м районом. Планируется, что он станет частью новой кольцевой дороги, строящейся вокруг города.